# IC 2102
IC 2102 је спирална галаксија у сазвјежђу Еридан која се налази на листи објеката дубоког неба у Индекс каталогу.
Деклинација објекта је - 4° 57' 8" а ректасцензија 4h 51m 55,2s. Привидна величина (магнитуда) објекта IC 2102 износи 14,6 а фотографска магнитуда 15,3. IC 2102 је још познат и под ознакама MCG -1-13-27, PGC 16197.